# Frankrijk op het Eurovisiesongfestival 1999
Frankrijk deed in 1999 voor de tweeënveertigste keer mee aan het Eurovisiesongfestival. In de Israëlische stad Jeruzalem werd het land op 29 mei vertegenwoordigd door Nayah met het lied "Je veux donner ma voix". Het land eindigde met 14 punten op de negentiende plaats.

## Nationale voorselectie
Voor de eerste keer sinds 1987, koos men er opnieuw voor een nationale finale te organiseren.
De finale werd gehouden op 2 maart 1999, in L'Olympia in Parijs.
Deze show werd gepresenteerd door Julien Lepers en Karen Cheryl.
Twaalf artiesten namen deel aan deze finale en de winnaar werd aangeduid door een mix van jury en televoting.
| Volgorde | Lied                     | Artiest         | Jury (Punten) | Televoting (Punten) | Totaal Punten | Plaats |
| -------- | ------------------------ | --------------- | ------------- | ------------------- | ------------- | ------ |
| 1        | Les Droits De L'Âme      | Alex            | 58 (7)        | 4497 (2)            | 9             | 4      |
| 2        | Euroland                 | Karine Trécy    | 44 (11)       | 482 (11)            | 22            | 12     |
| 3        | Douce                    | Caractère       | 90 (2)        | 1438 (7)            | 9             | 4      |
| 4        | C'Est Souvent Ça L'Amour | Nathalie Marine | 66 (6)        | 1680 (6)            | 12            | 6      |
| 5        | Plus Jamais, Never More  | Pedro Alves     | 89 (3)        | 3725 (3)            | 6             | 3      |
| 6        | Go Ahead                 | Anath           | 58 (7)        | 1186 (8)            | 15            | 7      |
| 7        | Irradaka                 | Kukumiku        | 48 (10)       | 1084 (9)            | 19            | 10     |
| 8        | La Même Histoire         | Ginie Line      | 94 (1)        | 3457 (4)            | 5             | 2      |
| 9        | Gazoline                 | Mo & La Gazo    | 72 (5)        | 378 (12)            | 17            | 9      |
| 10       | Je Veux Donner Ma Voix   | Nayah           | 85 (4)        | 11521 (1)           | 5             | 1      |
| 11       | Ihtidael                 | Israhn          | 50 (9)        | 862 (10)            | 19            | 10     |
| 12       | Euro Song                | Uni.T           | 26 (12)       | 2153 (5)            | 17            | 7      |

## In Jeruzalem
In Israël moest Frankrijk optreden als tiende, net na Denemarken en voor Griekenland. Op het einde van de puntentelling werd duidelijk dat Frankrijk de negentiende plaats had behaald met 14 punten.

### Gekregen punten
Nederland en België hadden geen punten over voor deze inzending.

#### Finale
| 12 punten | 10 punten | 8 punten    | 7 punten                       | 6 punten |
| --------- | --------- | ----------- | ------------------------------ | -------- |
|           |           | - Noorwegen |                                |          |
| 5 punten  | 4 punten  | 3 punten    | 2 punten                       | 1 punt   |
|           |           |             | - Ierland - Litouwen - Turkije |          |

### Punten gegeven door Frankrijk

#### Finale
Punten gegeven in de finale:
| 12 punten | Portugal              |
| 10 punten | Israël                |
| 8 punten  | Duitsland             |
| 7 punten  | Kroatië               |
| 6 punten  | Bosnië en Herzegovina |
| 5 punten  | Turkije               |
| 4 punten  | Estland               |
| 3 punten  | Zweden                |
| 2 punten  | België                |
| 1 punt    | Slovenië              |